# 沟岔站
沟岔站是青岛地铁1号线的地铁车站，位于中华人民共和国山东省青岛市城阳区环城北路与长城路路交叉口，于2020年12月24日开通。

## 车站结构
沟岔站位于环城北路与长城路路交叉口，沿环城北路设置，呈东西走向，为地下两层岛式站台车站，车站长208米，车站地下一层为站厅层，地下二层为站台层，站台设置全高站台门。
| 地面              | 出入口 | A、B、C、D出入口                                                                                        |
| 地下一层          | 站厅   | 客服中心、自动售票机、验票机                                                                            |
| 地下二层          | 站台   | \| \| \| 1号线往王家港（农业大学） \| \| 島式 · 開左邊车门 \| \| \| \| \| \| 1号线往东郭庄（終點站） \| |
|                   |        | 1号线往王家港（农业大学）                                                                               |
| 島式 · 開左邊车门 |        | |
|                   |        | 1号线往东郭庄（終點站）                                                                                 |

## 出入口
沟岔站共设4个出入口，各出口及周围设施如下所示：
| 编号                | 指示                     | 建议前往的目的地 | 图片 |
| ------------------- | ------------------------ | ---------------- | ---- |
| A · 出口            | 环城北路(北)             |                  |      |
| B · 出口            | 环城北路(北)             | 沟岔社区         |      |
| C · 出口            | 环城北路(南)             |                  |      |
| D · 出口 · （设有） | 环城北路(南)，长城路(西) | 青岛农业大学     |      |
| 图例： 设有         |                          |                  |      |

## 接驳交通

### 公交车
- 沟岔：915路，928路

## 车站历史
本站工程名为沟岔村站，公示站名为青岛农大站，正式站名为沟岔站，以车站所处的沟岔社区命名。
- 2017年7月15日，车站主体结构封顶[4]。
- 2020年12月24日，车站随1号线北段通车开通[1]。